# Volker Erbes
Volker Erbes (* 1. Mai 1943 in Idar-Oberstein) ist ein deutscher Schriftsteller.

## Leben
Volker Erbes studierte anfangs Musik. Später wechselte er zum Studium der Psychologie und Philosophie, das er an den Universitäten in Tübingen und Frankfurt am Main absolvierte. 1973 promovierte er an der Johann Wolfgang Goethe-Universität zum Doktor der Philosophie. Seit den Achtzigerjahren veröffentlicht Erbes Romane, Erzählungen und Hörspiele. Der Autor lebt in Frankfurt am Main.

## Werke
- Freiheit, die ich nicht meine, Linz 1967
- Meuterei gegen die Schule, Frankfurt a. M. 1969 (zusammen mit Jürgen Allweiler und Karl Alfred von Meysenbug)
- Natur und Subjekt der Revolution, Kronberg/Ts. 1976
- Die blauen Hunde, Frankfurt am Main 1982
- Die Spur des Schwimmers, Frankfurt am Main 1991, Reihe Die Andere Bibliothek
- Pumaschuh, Zürich 1994
- Igelmickermax das Wildfindelkind, Gemünden a. Main 2004 (zusammen mit  Karin Kissel-Candid)
- Ein Blues für die Lady, Roman, mainbook Frankfurt 2014